# Моктар Сіді Ель Хасен
Моктар Сіді Ель Хасен (араб. مختار سيدي الحسن, нар. 31 грудня 1997, Арафат) — мавританський футболіст, півзахисник іспанського клубу «Луго» і національної збірної Мавританії.

## Клубна кар'єра
Народився 31 грудня 1997 року в місті Арафат. Починав займатися футболом на батьківщині у структурі клубу «АСАК Конкорд», 2014 року був запрошений до Іспанії, де продовжив навчання в кантері клубу «Леванте».
У дорослому футболі дебютував 2016 року виступами за «Леванте Б», а в сезоні 2017/18 провів дві гри за основну команду «Леванте».
У липні 2018 року уклав дворічний контракт з клубом «Реал Вальядолід», у структурі якого також почав грати здебільшого за другу команду. 
У січні 2020 року був орендований друголіговим клубом «Луго». У жовтні того ж року оренду було подовжено.

## Виступи за збірну
2013 року дебютував в офіційних матчах у складі національної збірної Мавританії.
У складі збірної був учасником Кубка африканських націй 2019 року в Єгипті, що був для його команди дебютом у фінальних частинах континентальної першості. На турнірі став автором єдиного гола своєї збірної, забивши у ворота збірної Малі у програному з рахунком 1:4 матчі групового етапу. Таким чином став першим мавританцем-автором гола в історії Кубків африканських націй.
| Дата      | Місто | Господарі  | Результат | Гості      | Турнір                                   | Голи | Примітки |
| --------- | ----- | ---------- | --------- | ---------- | ---------------------------------------- | ---- | -------- |
| 24-6-2019 | Суец  | Малі       | 4 – 1     | Мавританія | Кубок африканських націй 2019 - 1-й етап | 1    |          |
| 9-6-2019  | Суец  | Мавританія | 0 – 0     | Ангола     | Кубок африканських націй 2019 - 1-й етап | -    |          |
| 2-7-2019  | Суец  | Мавританія | 0 – 0     | Туніс      | Кубок африканських націй 2019 - 1-й етап | -    | 53'      |
| Усього    |       | Матчів     | 3         |            | Голів                                    | 1    |          |